# Великая Воля (Львовская область)
Великая Воля (укр. Велика Воля) — село в Тростянецкой сельской общине Стрыйского района Львовской области Украины.
Население по переписи 2001 года составляло 332 человека. Занимает площадь 0,85 км². Почтовый индекс — 81615. Телефонный код — 3241.